# Vũng Tàu (provincie)
Vũng Tàu was een provincie van Vietnam. De provincie werd in 1975 opgericht en heeft bestaan tot 1979. De provincie ging toen op in de provincie Vũng Tàu-Côn Đảo. Deze provincie heeft bestaan tot 1991.